# Николай Кавасила
Николай Кавасила Хамает (на гръцки: Νικόλαος Καβάσιλας, Николаос Кавасилас) е византийски православен богослов и литургист, философ-мистик, представител на исихазма, енциклопедист, писател от XIV век.

## Биография
Роден е в Солун в 1322 или в 1323 година. Получава отлично образование в Солун и в Константинопол. Постъпва на служба при императора и става приближен на император Йоан VI Кантакузин, който му възлага различни мисии, включително и тежка в размирния му и раздиран от партийни противоречия роден Солун. След свалянето на Йоан VІ в 1354 година Николай Кавасила се оттегля от светския живот и се отдава на философия и теология. Традиционно се смята, че в 1355 година наследява вуйчо си Нил Кавасила, чието име приема, като солунски митрополит, но това мнение се оспорва - смята се, че е влязал в манастира Манганон край Константинопол и е станал свещеник. Датата на смъртта му също е спорна. Кавасила преживява падането на Солун в османски ръце в 1387 година.
Канонизиран е за светец на 3 юни 1982 година от Синода на Църквата на Гърция с празнуване на 20 юни.